# ستر، سوئد
ستر، سوئد (به سوئدی: Säter) یک شهرک در سوئد است که در بخش ستر واقع شده‌است. ستر ۳٫۸۱ کیلومتر مربع مساحت و ۴٬۴۲۹ نفر جمعیت دارد.

## خواهرخوانده
شهر Laterza خواهرخواندهٔ ستر، سوئد هست.